# Adrian Birch
Adrian Birch est un entraîneur anglais de football, connu pour avoir été le sélectionneur vainqueur des Jeux olympiques 1912, avec la Grande-Bretagne. 
Il est désigné comme sélectionneur de l'équipe de Grande-Bretagne alors qu'il fait partie du club de Crystal Palace.

## Palmarès
- Jeux olympiques
  - Médaille d'or en 1912